# برج ساعت

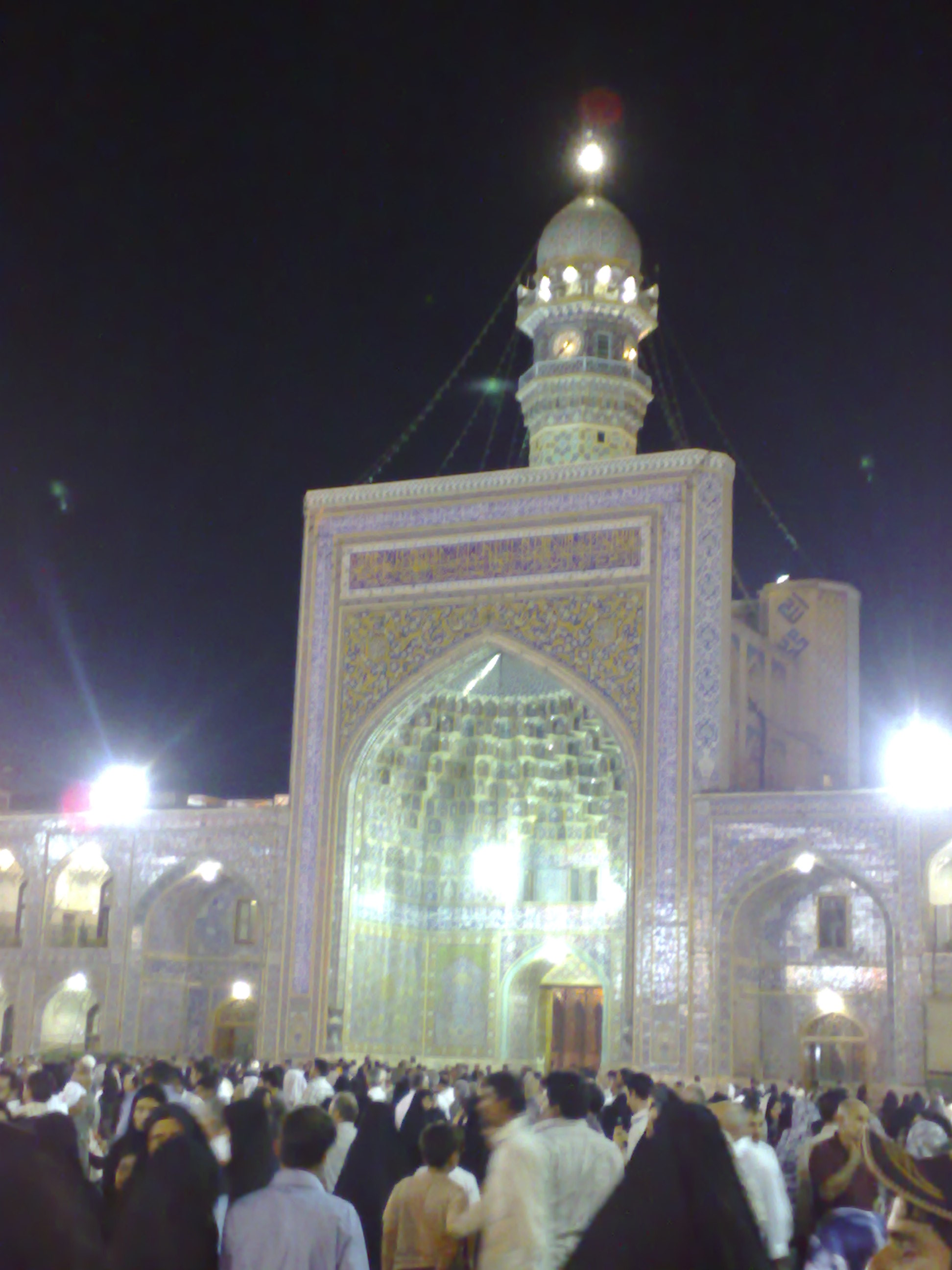
برج ساعت در آرامگاه علی بن موسی الرضا

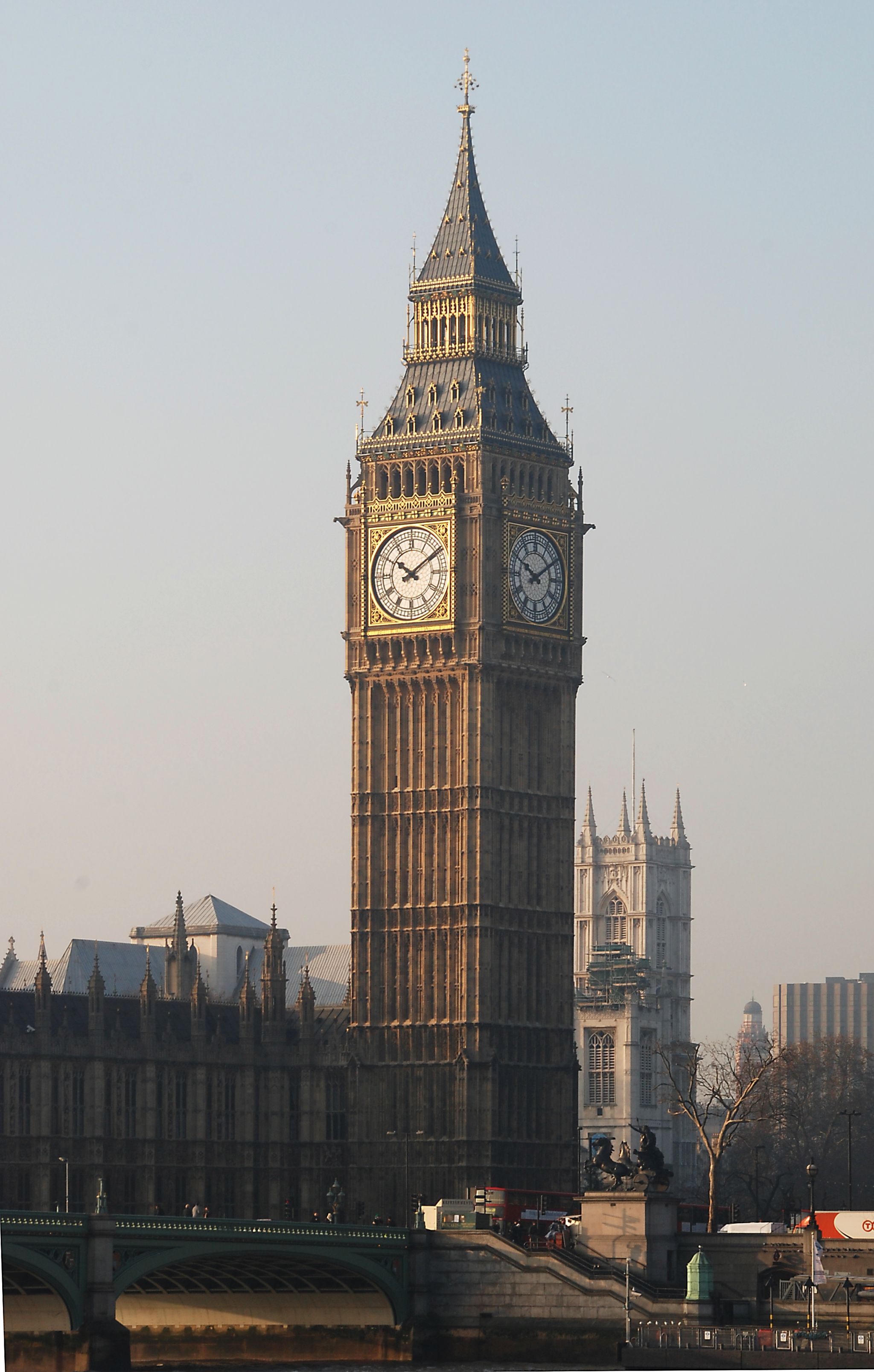
ساعت بیگ بن، وستمینستر، لندن

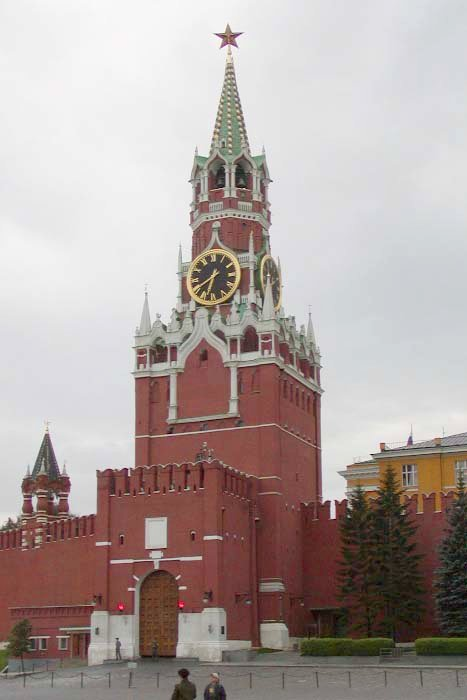
ساعت کاخ کرملین

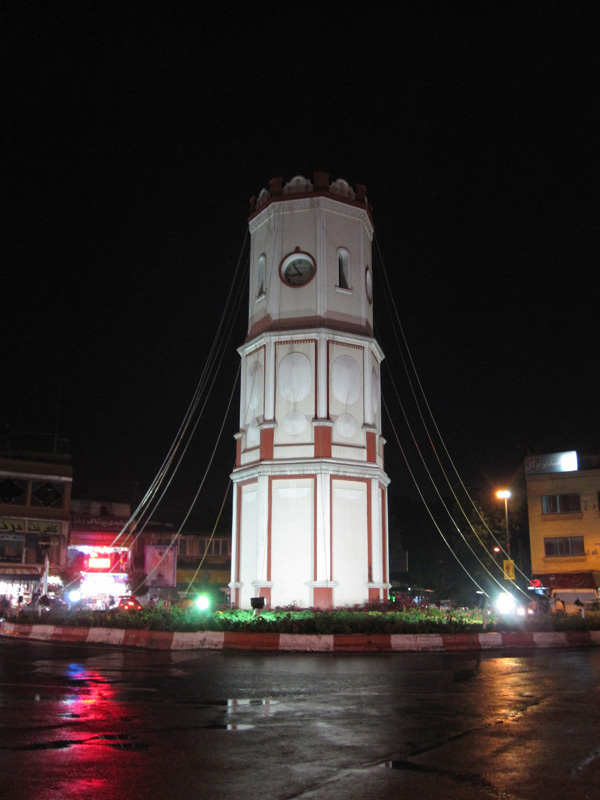
برج ساعت ساری

برج ساعت (به انگلیسی: Clock tower) یک نوع برج است که معمولاً در چهار جهت آن ساعت تعبیه شده‌است. معمولاً در کنار ساختمان‌های مهم شهری یا در مراکز شهرها از این نوع برج‌ها استفاده می‌شده‌است.
سیستم مکانیکی موجود در این ساعت‌ها با نام turret clock شناخته می‌شود که سر ساعت‌های خاصی (معمولاً هر ساعت) ناقوس برج شروع به نواختن می‌کرد و زمان را اعلام می‌نمود. یکی از مشهورترین‌های آن ساعت بیگ بن در لندن است.